# Falk (släkt)
Falk eller Falck är ett namn på flera släkter.

## Släkter med namnet Falk eller Falck
Namnet förekommer i Sverige sedan 1300-talet och bars då av en dansk adelssläkt med förläningar i Skåne. På 1500-talet började namnet användas av personer som inte synes vara släkt med varandra. Bland de släkter Falk eller Falck man känner till förekommer skilda uppgifter om deras inbördes släktskap.
- Falk var en svensk adelsätt i slutet av 1600-talet. Peder Falck adlades 1626 och slöt själv atten när han avled 1637.[1]
- Falck, även stavat Falk, gammal frälseätt känd sedan 1400-talet, från vilken bland andra biskopen Erik Falk kommer enligt vissa källor på mödernet. Från denna släkt lär flera adelssläkter härstamma, men något säkert släktskap har inte kunnat fastställas. Det mesta tyder på att släkten utslocknade redan på 1600-talet.[2]
- En släkt Falck eller Falk kan spåras till Kalmar i slutet av 1500-talet. Till denna hörde bland annat diplomaten Peter Simonsson Falck (död 1622).[2]
- En släkt Falck eller Falk i Narva adlades 1673 under namnet Falkenfelt, utslocknad 1705. Den härstammar troligen från Kalmarsläkten Falck.
- En gren av Kalmarsläkten Falck adlades 1665 under namnet Rytterström, slöt själv ätten.[3]
- Simon Eriksson Falkenfelt, död 1705, anges av Gustaf Elgenstierna i Svenska adelns ättartavlor vara son till Erik Johansson Falk, kyrkoherde i svenska och finska församlingarna i Riga. Han härstammade från Östergötland men hans släkt är i övrigt inte känd. Hans ätt utslocknade 1705.
- En gren tillhörande Kalmarsläkten Falck adlades 1648 under namnet Falkenclou, utslocknad under 1700-talet.[3]
- En släkt som adlades 1640 under namnet Falkenstjerna, slöt själv ätten, har inget samband med övriga släkter.[4]
- En släkt Falck, som adlades i Finland 1820 härstammar från mönsterskrivaren vid Upplands regemente Per Falck (död 1753).[2]
- En Stockholms borgarsläkt, till vilken bland annat bryggeriåldermannen Johan Johansson Falck tillhörde, adlades 1770 med namnet Falkenstedt.[2]
- En småländsk Falcksläkt härstammar från bergsfogden Johan Andersson Falck (död 1704).[2]
- En släkt Falk/Falck härstammar från dykerikommissarien och skeppsredaren i Västervik Olof Falck (död 1771).[2]
- En skånsk Falksläkt härstammar från tegelmästaren i Södra Mellby Peter Falck. Han var far till prästmannen Magnus Falck (1744–1808).[2]
- En släkt Falk härstammar från Skeda socken i Östergötland.[5]
- En värmländsk släkt Falk härstammar från Risäter i Norra Råda socken.[6]